# Aplikacijski poslužitelj
Aplikacijski poslužitelj (eng. application server) je poslužitelj unutar mrežnog okruženja, čija je funkcija pokretanje određenih aplikacija (softvera). Termin se koristi još i za instalirani softver na računalu koji upravlja posluživanjem drugih aplikacija.

### Java aplikacijski poslužitelj
Prateći razvoj Java platforme, termin aplikacijski poslužitelj se poistovjetio s J2EE (Java 2 Platform, Enterprise Edition) poslužiteljom. Najpoznatiji komercijalni J2EE aplikacijski poslužitelji su: JBoss (Red Hat), WebSphere (IBM), Oracle application server 10g (Oracle Corporation), Sun Java System Application Server i WebLogic (BEA).

### Zajedničke karakteristike
Aplikacijski poslužitelji često implementiraju middleware, kako bi omogućili interakciju aplikacija različitih usluga kvalitete (pouzdanost, sigurnost, neredundantnost...). Aplikacijski poslužitelji također pružaju aplikacijsko sučelje (API) programerima, te ih na taj način rješavaju brige o operativnom sustavu te mnoštvu sučelja koje im pruža web okruženje. Komunikacija aplikacija i tih usluga kvalitete se odvija preko HTML-a i XML-a, poput linkova prema različitim bazama podataka ili linkova prema velikim drugim aplikacijama.